# Victor Vieira Arantes
 Monsenhor Victor Arantes Vieira (Três Corações, 30 de outubro de 1928 - São Paulo, 19 de maio de 2011) foi um sacerdote católico brasileiro, músico e primeiro reitor da Basílica de Nossa Senhora das Dores, em Boa Esperança.

## Genealogia
Era descendente (quinto-neto) do Capitão Antônio Arantes Marques (Natural da freguesia de São Salvador do Couto de Souto, em Portugal)  e de sua mulher Ana da Cunha Carvalho, tronco dos Arantes de Aiuruoca.
Era filho dos primos José Peixoto Arantes e Leontina Arantes Vieira, ambos de Aiuruoca.  Teve mais três irmãos sacerdotes:
- José Geraldo Arantes, ex-pároco de Cruzília, que deixou o ministério para exercer a Advocacia, tendo se casado;morreu 09 de Novembro de 2011
- Padre Sebastião Maciel Arantes SDB, já falecido, no Paraná;
- Padre Geraldino Arantes Vieira.

Além destes, teve uma irmã, chamada Maria Aparecida e um irmão, Mário Peixoto Arantes,sociólogo formado pela USP,advogado, sendo funcionário do Banco do Brasil SA por 37 anos,que terminou sua carreira como gerente regional dessa mesma corporação, falecendo em 17 de abril de 2008.Mário era o segundo filho; nasceu logo depois de José Geraldo Arantes.

Monsenhor Victor faleceu a 19 de maio de 2011,em São Paulo, sendo sepultado na sua terra natal.
- Em 2012: a Câmara Municipal de Boa Esperança por pedido de João Juvenal Leal de Araujo, nomeia a antiga rua CC no Jardim Nova Esperança como Rua Monsenhor Victor Arantes Vieira.

## Estudos
Cursou a Filosofia e a Teologia  no Seminário de Arquidiocese de Mariana.
Especializou-se em Liturgia.

## Ordenação presbiteral
Foi ordenado sacerdote da Santa Igreja  Católica Romana, na Catedral Diocesana da  Campanha, por imposição das mãos de Sua Excelência Reverendíssima, o senhor Dom Frei Inocêncio Engelke OFM,  bispo da Campanha a 6 de dezembro de 1953.

## Atividade pastoral
Após a ordenação, transferiu-se para a Arquidiocese de Goiânia, onde exerceu o ministério nas cidades de Itaberaí e Itauçu. Retornou à Diocese da Campanha para cuidar da mãe, já adoentada e de idade avançada. Após a morte da mãe, foi pároco da nova paróquia de São Sebastião, em Varginha. Porém, foi em Boa Esperança que exerceu seu ministério desde 1970. Aí restaurou a antiga igreja matriz de Nossa Senhora das Dores, jóia do barroco mineiro tardio e, por sua grande defesa da liturgia romana, obteve do Papa João Paulo II a sua elevação ao título e dignidade de Basílica, em 10 de julho de 1999, tornando-se o primeiro reitor desta Basílica.

## Música
Dotado do dom do ouvido absoluto, foi exímio flautista. Idealizou o projeto “''Musica e Vida''”, que, atualmente, ensina música e cidadania a mais de cento e sessenta crianças de Boa Esperança, a maioria carentes. O projeto, inicialmente, foi sustentado com recursos próprios de Monsenhor Arantes e atualmente é subsidiado pela Fundação Educacional São José.
Amigo pessoal do maestro Sílvio Bacarelli, por inúmeras vezes, levou a Boa Esperança o renomado Coral Bacarelli, que muito estimulou o amor e a dedicação à música por parte das  crianças do projeto por ele criado

## Dignidades
Monsenhor Victor Arantes era Cônego Honorário e Capelão de Sua Santidade.